# Айварс Лазденієкс
Айварс Лазденієкс (26 лютого 1954 — 20 серпня 2023) — радянський академічний веслувальник.
Срібний призер Олімпійських Ігор 1976 року в складі парної четвірки.
Бронзовий призер Чемпіонату світу 1975 року в складі парної четвірки.